# Krishnakumar Kunnath
Krishnakumar Kunnath (23 août 1968) – 31 mai 2022), populairement connu sous le nom de KK, était un chanteur de playback indien. Il a enregistré des chansons principalement en hindi, tamoul, télougou et kannada. Remarqué pour sa polyvalence dans une variété de genres musicaux, KK est considéré comme l'un des plus grands chanteurs de playback de l'Inde. Il a reçu deux Screen Awards et a été nommé pour six Filmfare Awards.
KK a commencé sa carrière en chantant des jingles publicitaires et a fait ses débuts au cinéma en 1996 avec une chanson dans Maachis . KK a sorti son premier album, Pal en 1999. Les chansons « Pal » et « Yaaron » de l'album sont devenues populaires et sont utilisées lors des remises de diplômes scolaires. Cet album s’est avéré être la percée de sa carrière. La chanson "Tadap Tadap Ke" du film Hum Dil De Chuke Sanam de 1999, lui a valu sa première nomination au Filmfare Award pour le meilleur chanteur masculin.
KK s'est imposé comme l'un des chanteurs les plus importants des années 2000 avec des chansons à succès dans différentes langues. Ses chansons les plus populaires incluent : « Koi Kahe Kehta Rahe » de Dil Chahta Hai (2001), « O Humdum Suniyo Re » de Saathiya (2002), « Dola Re Dola » de Devdas (2002), « Uyirin Uyirae » de Kaaka Kaaka (2003), « Apadi Podu » de Ghilli (2004), « Dus Bahane » de Dus. (2005), "Kya Mujhe Pyaar Hai" de Woh Lamhe... (2006), "Tu Hi Meri Shab Hai" de Gangster: A Love Story (2006), "Aankhon Mein Teri" de Om Shanti Om (2007), "Khuda Jane" de Bachna Ae Haseeno (2008), "Zara Sa" de Jannat (2008), "Sajde" de Khatta Meetha (2010), "Piya Aaye Na" de Aashiqui 2 (2013), « Mat Aazma Re » de Murder 3 (2013), « India Wale » de Happy New Year (2014) et « Tu Jo Mila » de Bajrangi Bhaijaan (2015).
KK était populairement connu sous le nom de « The Mesmerizer », pour ses chansons romantiques. KK a reçu le Screen Awards du meilleur chanteur masculin (musique hors film) pour sa chanson « Pal » et du meilleur chanteur de playback masculin pour « Khuda Jaane », du film Bachna Ae Haseeno,.

## Jeunesse et travail
Né à Delhi le 23 août 1968 de parents malayali, sa mère, Kanakavalli de la maison Kunnath et son père, CS Menon. Krishnakumar a grandi à New Delhi. Il a obtenu son nom de famille, Kunnath, par succession matrilinéaire . Il a chanté 3 500 jingles avant de percer à Bollywood.
Kunnath a fréquenté l'école Mount St Mary's de Delhi, et le Kirori Mal College, l'université de Delhi. Il est apparu dans la chanson « Josh of India », sortie pour soutenir l' équipe nationale indienne lors de la Coupe du monde de cricket de 1999.
Après avoir obtenu un diplôme en commerce du Kirori Mal College, Kunnath a passé six mois en tant que responsable marketing avant de poursuivre son amour de la musique. Il a lutté pour s'établir dans l'industrie compétitive du disque, chantant dans des hôtels pour joindre les deux bouts. Kunnath a déménagé à Mumbai en 1994,.

## Carrière

### Chant en playback
En 1994, KK a donné une cassette démo à Louis Banks, Ranjit Barot et Lesle Lewis . Il a été appelé par UTV et a chanté un jingle pour une publicité de Santogen Suiting. En quatre ans, KK a chanté plus de 3 500 jingles en 11 langues. Il considérait Lesle Lewis comme son mentor pour lui avoir donné son premier jingle à chanter à Mumbai. KK est ensuite devenu chanteur de play-back, en commençant par "Kalluri Saaley" et "Hello Dr" d'A.R. Rahman . de Kadhal Desam de Kadir et "Strawberry Kannae" du film musical de 1997 d' AVM Productions, Minsara Kanavu.

#### Hindi
KK a fait ses débuts à Bollywood avec la chanson "Tadap Tadap Ke Is Dil Se" dans Hum Dil De Chuke Sanam (1999). Avant cette chanson, cependant, il avait chanté des parties de « Chhod Aaye Hum » dans Maachis de Gulzar (1996). KK considérait "Tadap Tadap Ke Is Dil Se" comme le tournant de sa carrière. D'autres chansons populaires incluent "Dola Re Dola" dans Devdas (2002), " Kya Mujhe Pyaar Hai " dans Woh Lamhe... (2006), "Aankhon Mein Teri" dans Om Shanti Om (2007), "Khuda Jane" dans Bachna Ae Haseeno (2008), "Piya Aaye Na" dans Aashiqui 2 (2013), "Mat Aazma Re" dans Murder 3 ( 2013), "India Wale" dans Happy New Year (2014) et "Tu Jo Mila" de Bajrangi Bhaijaan (2015).
KK a reçu six nominations aux Filmfare Awards. Il a reçu le prix du meilleur chanteur masculin aux Screen Awards 2009 pour "Khuda Jaane", du film Bachna Ae Haseeno. En 2022, KK a travaillé avec le cinéaste Srijit Mukherji et le parolier Gulzar sur une chanson pour Sherdil : The Pilibhit Saga. La chanson, « Dhoop Paani Bahne De », a été la première chanson publiée depuis sa mort.

#### Tamoul
KK a chanté des chansons populaires dans plusieurs langues, dont le tamoul . Selon Outlook, ses chansons ont défini la musique du film tamoul dans les années 2000 et sont devenues une partie de la culture tamoule. En 2004, la chanson tamoule de KK « Appadi Podu » est devenue populaire dans toute l'Inde et a été jouée dans les clubs et les mariages. Il a travaillé avec AR Rahman sur « Strawberry Kanne », une chanson populaire, en 1997.
Il a connu une décennie de chansons à succès au cours des années 2000. KK a chanté "Love Pannu" pour Harris Jayaraj en 2001, suivi de "Kadhal Oru Thani Katchi" et "Gundu Gundu Ponne". En 2003, il a eu deux tubes composés par Harris Jayaraj : « Uyirin Uyire » et « Kalyanam Dhaan Kattitkittu ». "Uyirin Uyire" était populaire dans les villes et "Kalyanam Dhaan Kattitkittu" est devenu populaire dans tout le Tamil Nadu.
KK a chanté "Kadhal Valarthen", composé par Yuvan Shankar Raja. Il a travaillé avec Harris Jayaraj et Yuvan Shankar Raja pour produire deux chansons à succès : « Kadhalikkum Aasai » et « Ninaithu Ninaithu ». "Andankaaka Kondaikaari", composée par Harris Jayaraj, était une autre chanson à succès. KK a chanté "Annanoda Paatu" dans le film Chandramukhi . D'autres chansons à succès tamoules étaient "Pani Thuli", "Olikuchi Udambukari" et "Lelakku Lelakku Lela". Malgré sa naissance dans une famille malayali à Thrissur, KK n'a chanté qu'une seule chanson malayalam au cours de ses 25 ans de carrière : « Rahasyamay » dans Puthiya Mukham (2009).

### Albums

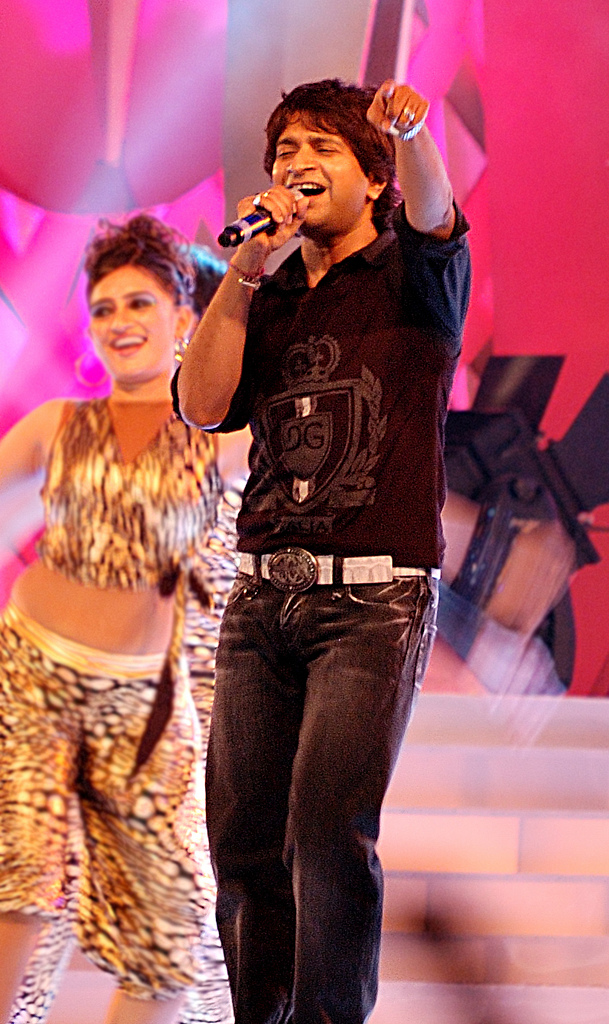
KK lors d'un concert en 2009

En 1999, Sony Music a été lancé en Inde et souhaitait présenter un nouvel artiste. KK a été sélectionné et a sorti son premier album solo : Pal, avec la musique de Lesle Lewis du duo Colonial Cousins (qui a également arrangé et produit l'album). Pal était un album pop rock et les chansons « Aap Ki Dua », « Yaaron » et la chanson titre, « Pal » étaient populaires auprès du public et dans les classements musicaux ; « Pal » et « Yaaron » sont fréquemment joués lors des adieux à l'école. KK a reçu le Screen Award 1999 du meilleur chanteur – Musique masculine (hors film) pour l'album.
Il a sorti son prochain album, Humsafar, le 22 janvier 2008. Humsafar a présenté "Aasman Ke", "Dekho Na", "Yeh Kahan Mil Gaye Hum", "Rain Bhai Kaari (Maajhi)" et la ballade en anglais "Cineraria". Les paroles de la chanson titre sont un mélange d'anglais et d'hindi, et huit chansons de l'album ont été composées par KK.

### Télévision
Il a chanté de nombreuses chansons pour des séries télévisées, notamment Just Mohabbat, Shaka Laka Boom Boom, Kuch Jhuki Si Palkein, Hip Hip Hourray, Kkavyanjali et Just Dance. KK était membre du jury de l'émission de chasse aux talents, Fame Gurukul.
Il a chanté « Tanha Chala » dans l'émission de télévision pakistanaise The Ghost, diffusée sur Hum TV en 2008. La chanson a été composée par Farrukh Abid et Shoaib Farrukh, avec des paroles de Momina Duraid.
KK est apparu dans le programme musical Coke Studio de MTV India, chantant le qawwali "Chadta Suraj"  frères Sabri et une reprise de "Tu Aashiqui Hai" de Jhankaar Beats. Il est apparu sur Surili Baat, sur la chaîne Aaj Tak. KK s'est produit sur Sony Mix et MTV Unplugged, diffusé sur MTV le 11 janvier 2014. Il a présenté son concert Salaam Dubai 2014 à Dubaï en avril 2014, et s'est produit en concert à Goa, Dubaï, Chennai et Hong Kong,.
Le 29 août 2015, KK est apparu dans la deuxième saison de l'émission de télé-réalité chantée Indian Idol Junior en tant que juge et membre du jury invité. Le 13 septembre de cette année-là, il apparaît dans l'émission Baaton Baaton Mein de Sony Mix. Dans une interview accordée au Hindustan Times en 2019, KK a déclaré qu'il était actif dans l'industrie de la musique avec des performances en direct et des chants en playback. Les performances live le rendaient heureux ; il ne voulait pas abandonner son « engagement envers le public » et souhaitait sortir un nouvel album après le succès de son deuxième album en 2008.